# Madame X (1929)
Madame X (Brasil: Madame X ) é um filme norte-americano de 1929, do gênero drama, dirigido por Lionel Barrymore  e estrelado por Ruth Chatterton e Lewis Stone.

## Produção

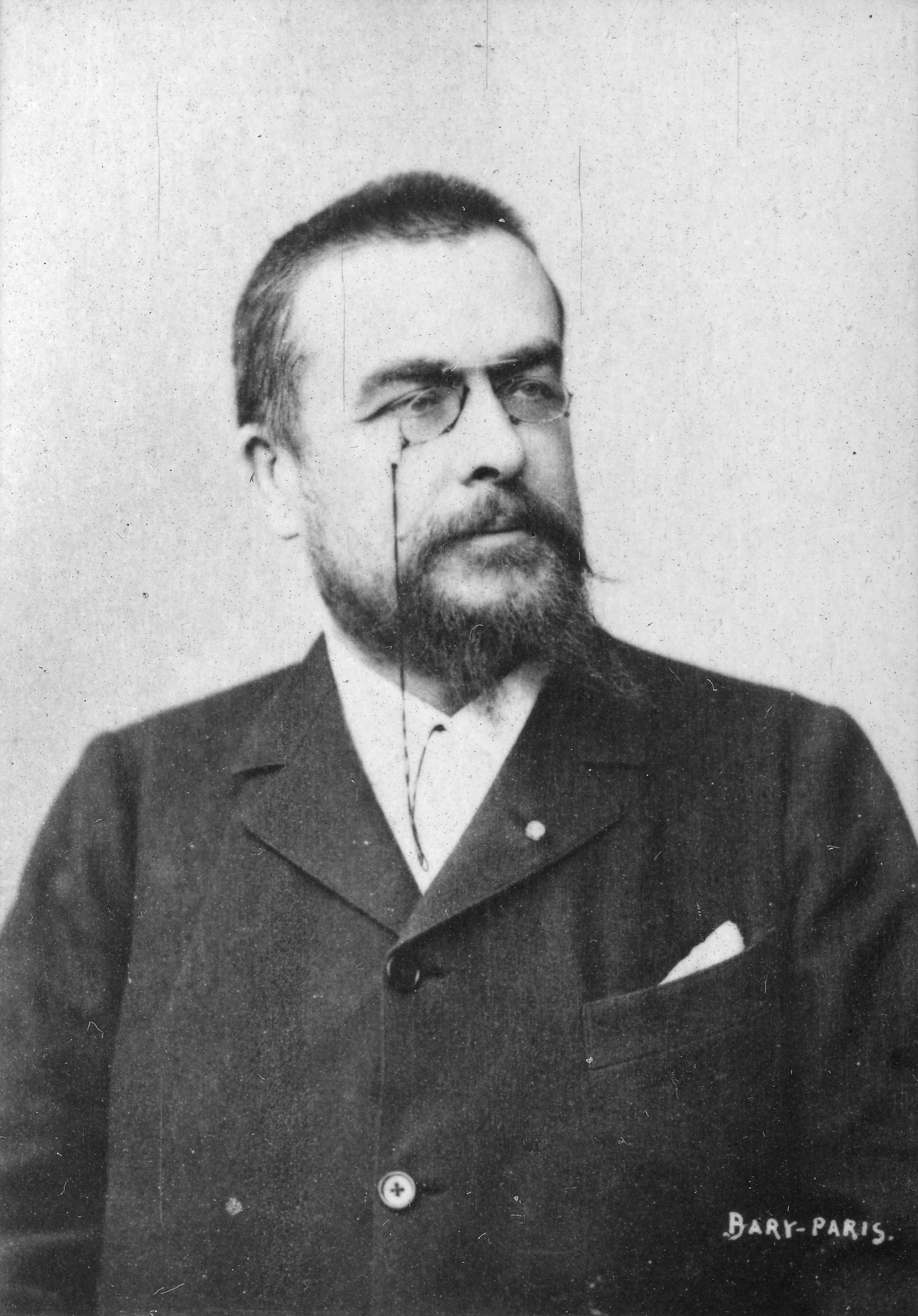
Alexandre Bisson foi um bem-sucedido dramaturgo francês, ativo entre o final do século XIX e o início do século XX. Sua obra mais famosa foi Madame X, encenada pela primeira vez em 1910.

Madame X foi o primeiro longa metragem dirigido por Lionel Barrymore, ícone do cinema e teatro norte-americanos. O filme, um dos primeiros sonoros, foi um grande sucesso de bilheteria, mesmo porque o público da época prestigiava qualquer produção, desde que pudesse ouvir a voz dos atores.
Ruth Chatterton, estrela da Paramount Pictures emprestada à MGM, foi a terceira atriz a interpretar a sofredora personagem do título, precedida por Dorothy Donnelly e Pauline Frederick.
O filme é baseado na peça de Alexandre Bisson, datada de 1908. Clássico dramalhão lacrimoso, a obra foi adaptada várias vezes novamente, com Gladys George e Lana Turner, entre outras, como protagonistas. Entretanto, para John Douglas Eames, autor de The MGM Story, Ruth Chatterton é a que melhor defendeu o papel.
Madame X deu a Lionel Barrymore sua única indicação ao Oscar de Melhor Diretor e a Ruth Chatterton sua primeira -- de duas -- indicações ao Oscar de Melhor Atriz.

## Sinopse
Jacqueline é casada com o aristocrático Floriot, que vive a maltratá-la. Após dar à luz, Floriot coloca-a para fora de casa porque não acredita ser o pai da criança. Raymond cresce e torna-se advogado de renome, convicto de que sua mãe está morta. Um dia, ele tem de defender uma mulher misteriosa, acusada de assassinato, que se apresenta simplesmente como "Madame X"...

## Premiações
| Patrocinador                                  | Prêmio | Categoria                                     | Situação |
| --------------------------------------------- | ------ | --------------------------------------------- | -------- |
| Academia de Artes e Ciências Cinematográficas | Oscar  | Melhor Diretor Melhor Atriz (Ruth Chatterton) | Indicado |
| Film Daily                                    |        | Dez Melhores Filmes de 1929                   | Vencedor |

## Elenco
| Ator/Atriz       | Personagem    |
| ---------------- | ------------- |
| Ruth Chatterton  | Jacqueline    |
| Lewis Stone      | Floriot       |
| Raymond Hackett  | Raymond       |
| Holmes Herbert   | Noel          |
| Eugenie Besserer | Rose          |
| John P. Edington | Doutor        |
| Mitchell Lewis   | Coronel Hanby |
| Ullrich Haupt    | Laroque       |
| Sidney Toler     | Merivel       |
| Richard Carle    | Perissard     |
| Carroll Nye      | Darrell       |
| Claude King      | Valmorin      |
| Chappell Dossett | Juiz          |